# Antonio Hernández Palacios
Antonio Hernández Palacios (Madrid, 16 giugno 1921 – Madrid, 29 gennaio 2000) è stato un fumettista spagnolo.
Studiò alla Real Academia de Bellas Artes de San Fernando e inizia la sua carriera disegnando manifesti cinematografici e pubblicitari. Realizzò anche manifesti propagandistici per Fidel Castro. Approdò al fumetto nel 1970 realizzando le serie western Manos Kelly e El Cid. Nello stesso anno per il mercato francese crea la serie, ancora di genere western, Mac Coy su testi di Jean-Pierre Gourmelen, che sarà il suo maggior successo internazionale. Il personaggio verrà pubblicato in Italia sulla rivista L'Eternauta.

## Riconoscimenti
Nel 1974 gli è stato assegnato lo Yellow Kid al Salone di Lucca.